# Pauvre Pierrot!
Pauvre Pierrot! (Pobre Pierrot! en català) és una pel·lícula de dibuixos animats d'Émile Reynaud que es va estrenar el novembre de 1892 en el Musée Grévin de París i es va projectar ininterrompudament fins a febrer de 1894 mitjançant el teatre òptic, sistema d'il·lusió de moviment, inventat pel mateix autor, que projectava una pel·lícula sobre una pantalla translúcida fent-la passar davant d'una font de llum dotada d'un sistema de miralls.
La història desenvolupa una trama còmica entre els personatges extrets de la Comèdia de l'art italiana Arlequí, Pierrot i Colombina. Els dos protagonistes competeixen per l'amor de Colombina, si bé aquesta mostra el seu rebuig cap a Pierrot i es queda al final amb l'amor d'Arlequín.

## Argument
Arlequí passeja amb una màscara per un jardí. En sentir que algú s'apropa, s'amaga rere una columna. Apareix la bella Colombina, que s'espanta en veure a l'emmascarat sortir del seu amagatall, però es tranquil·litza quan el jove Arlequí es descobreix. Aquest comença a declarar el seu amor a Columbina quan, després d'escoltar un soroll a la porta del fons, es torna a amagar i es col·loca la màscara.
Era Pierrot, amb una mandolina en bandolera i un ram de flors ocult a la seva esquena, que, després d'una reverència, ofereix a Colombina qui, només per compromís, accepta el regal. Pierrot observa el poc interès que mostra ella i se'n va, la qual cosa aprofita Arlequí per sortir, li fa un senyal i se'n van a casa seva.
Poc després apareix Pierrot plorant desconsoladament i, després de beure uns glops de licor, cobra nous ànims i es dirigeix al balcó de la casa on entona una serenata amb la seva mandolina. Arlequí, enfadat, li propina un cop ràpid a l'esquena i se'n va. Pierrot, sense veure qui l'ha colpejat, acaba de buidar la seva ampolla i canta de nou la seva cançó:
| « | Pour peindre vos grâces fines Votre taille de roseau Je saurai prendre á Watteau Son âme, ô ma Colombine Un vieil air de mandoline, L'évoquera du tombeau Pour peindre vos grâces fines Votre taille de roseau... | » |

Arlequí, agafant l'ampolla que ha deixat a terra, li dona una altra bona ració de cops i, satisfet per haver-li donat seu merescut, es reunirà amb la seva estimada Colombina.